# Miles Chamley-Watson
Miles Chamley-Watson (n. 3 decembrie 1989, Londra) este un scrimer olimpic american de origine engleză specializat pe floretă, campion mondial la individual și vicecampion mondial pe echipe în 2013.

## Carieră
S-a născut în Londra, dar mama sa s-a mutat împreună cu el la Statele Unite când era de nouă ani, restul familiei rămânând în Regatul Unit. A început să joace baschetul și fotbalul, apoi s-a apucat de scrimă la vârsta de zece ani. Când era de șaisprezece ani s-a mutat de la New York City la Philadelphia, Pennsylvania. A absolvit liceul în 2008 și a fost acceptat de Universitatea de Stat din Pennsylvania cu o bursă integrală. În 2011 și-a suspendat studiile de managementul sportului timp de un an, o practică numită redshirt in Statele Unite, pentru a se pregăti la Jocurile Olimpice de vară din 2012 cu echipa națională americană.
La proba individuală la Londra 2012 a fost învins în tabloul de 32 de egipteanul Alaaeldin Abouelkassem, care a câștigat medalia de argint în cele din urmă. La proba pe echipe, Statele Unite au trecut de Franța în sferturile de finală, dar au pierdut cu Italia în semifinală. Au fost depășiți și de Germania în „finala mică”, întorcându-se fără nici o medalie.
A devenit primul campion mondial din istoria scrimei americană la Budapesta 2013, după ce le-a învins pe italianul Valerio Aspromonte în semifinală și rusul Artur Ahmathuzin în finală. La proba pe echipe Statele Unite au ajuns în finală după ce au trecut de Franța, dar au fost învinși de Rusia în finală și au rămas cu argintul.  

## Legături externe
- en  Prezentare[nefuncțională – arhivă]
 la Federația Americană de Scrimă